# Will Buckley
William Edward Buckley (ur. 21 listopada 1989 w Oldham) – angielski piłkarz występujący na pozycji pomocnika w klubie Bolton Wanderers.